# Wim van der Mheen
Willem (Wim) van der Mheen (Ede, 16 februari 1923 - Dodewaard, 28 januari 1945) was een Nederlandse verzetsstrijder in de Tweede Wereldoorlog.

## Levensloop
Van der Mheen groeide op in een Nederlands-Hervormd gezin bestaande uit zes kinderen. Zijn vader was smid en had een eigen smederij aan de Postweg in de buurt van Lunteren. Zelf volgde Van der Mheen een opleiding aan de Lagere Technische School in Amersfoort tot machinebankmedewerker. Na zijn afstuderen in 1938 studeerde hij verder aan de Veterinaire Universiteit om hoefsmid te worden. Vader Hendrik moest niet van de opkomende NSB hebben en bezocht in de jaren dertig regelmatig vergaderingen van de NSB om daar weerwoord te bieden tegen de nationaalsocialistische ideeën.
Hendrik van der Mheen overleed in april 1939 onverwachts aan een hartaanval. Samen met een knecht zette Wim het bedrijf van zijn over. Zijn jongere broer Henk werkte op de melkfabriek Concordia in Ede en werd in de herfst van 1942 als enige vrijgezel aangewezen voor te werk stelling in Duitsland. In juni 1943 kwam hij met verlof terug naar Nederland en dook vervolgens onder bij zijn oom Hendrik Folmer aan de Nederwoudseweg. Naar aanleiding van zijn verdwijning kreeg de familie-Van der Mheen nachtelijk bezoek van de Duitse bezetter.
Door Aart Roelofsen, de leider van het Lunterse verzet, werd Wim samen met broer Henk in de loop van de tijd regelmatig gevraagd voor hand-en-spandiensten. Zo werd Wim ingeschakeld voor de reparatie van een kapotte stengun. Cees Haverhoek schrijft dat Van der Mheen waarschijnlijk achter de dood van de Landwachter Martinus Servaas Jansens zat. Hij werd in de ochtend van 2 september 1944 op de Hessenweg in Lunteren doodgeschoten door twee mannen op een fiets. Haverhoek doet zijn bewering op basis van een anonieme bron.
Van der Mheen gaf op zaterdag 30 september 1944 leiding aan een groep jongeren die een stuk van de spoorweg tussen Barneveld en Lunteren opbliezen. Omdat de Duitse bezetter geloofde dat de schade was ontstaan door een geallieerd vliegtuig bleven represaillemaatregelen uit. Na de voor de geallieerden verloren Slag om Arnhem kreeg de familie een aantal evacués uit Arnhem in huis. Ook de Amerikaanse parachutist Bill Gordon vond onderdak aan de Postweg. 
In de nacht van 22 op 23 oktober 1944 werd een groot aantal Engelse parachutisten die na de Slag in bezet gebied waren achtergebleven, door de Duitse linies tussen Renkum en Wageningen heen gesmokkeld en over de Rijn gezet. Deze actie droeg de naam Operatie Pegasus I. Wim en Henk waren beiden als gids bij deze actie betrokken. Zij brachten per fiets meerdere parachutisten naar het verzamelpunt nabij de Keijenberg.
In de nacht van 10 op 11 november 1944 namen beide broers waarschijnlijk deel aan een wapendropping in de Fliert in de buurt van Nederwoud. In diezelfde periode voorzagen zij de geheim agent Gilbert Sadi Kirschen van berichten over troepenverplaatsingen van de Duitsers in en rondom Ede.
In de nacht van 28 december 1944 was er een nieuwe wappendropping op hetzelfde terrein als de eerdere dropping. De Wehrmacht kreeg echter lucht van de dropping en er ontstond een vuurgevecht, waarna de deelnemers aan de dropping snel de benen lieten, met achterlating van alle spullen. De Sicherheitsdienst, die haar regionale hoofdkantoor op De Wormshoef in Lunteren had, vermoedde de betrokkenheid van de broers Van der Mheen. Op 2 januari 1945 volgde een inval in de smederij, maar de broers waren samen met Bill Gordon en de Joodse onderduiker Abraham Bellifante al vertrokken. Zij vonden onderdak in Amerongen. Op 28 januari 1945 deden Wim en Henk van der Mheen samen met hun gids Koen van Esveld een poging om te ontsnappen naar bevrijd gebied. Hun moeder zou hebben gewild dat maar een van haar zonen de oversteek zou wagen, maar de broers gaven aan dat zij elkaar in geval van nood konden helpen. Een Amerikaan van Chileense afkomst, die voor de Amerikaanse geheime dienst werkte, voegde zich bij hen. De voorzichtig ingestelde Belifante bleef achter in Amerongen en overleefde de oorlog. Lange tijd werd er daarna niets meer van de broers vernomen.
Pas in juni 1945 vond de boer in Dodewaard bij vermoedelijk de inslagkrater van een V1 de lichamelijke resten van Wim van der Mheem en Koen van Esveld. Op 30 juli 1946 werd het lichamelijk overschot van Henk van der Mheen op aanwijzing van een vrouw gevonden in een grafheuvel, waar ook enkele Duitse soldaten waren begraven. Hij is waarschijnlijk, samen met de Chileense Amerikaan, doodgeschoten door geallieerde schildwacht die niet op de hoogte was van de komst van de mannen. Mogelijk ondergingen Van der Mheen en Van Esveld ditzelfde lot.

## Postuum
De lichamelijke resten van beide broers werden bijgezet in het Het Mausoleum in Ede. Van de Amerikaanse regering ontvingen zij in 1947 postuum de Medal of Freedom. In april 2017 werd bekend dat er in Lunteren een straat wordt vernoemd naar beide broers.